# موسى ميخائيل هايز
موسى ميخائيل هايز (بالإنجليزية: Moses Michael Hays)‏ هو مصرفي أمريكي، ولد في 9 مارس 1739، وتوفي في 9 مايو 1805.